# 松本正夫
松本 正夫（まつもと まさお、1951年7月7日 - ）は、日本の郵政・総務官僚。衛星通信の専門家として知られ、総務省大臣官房 技術総括審議官などを歴任した。

## 経歴
出生から修学期
1951年、長崎県で生まれた。長崎県立島原高等学校を経て、京都大学工学部に進学。同大学大学院工学研究科に進み、修士課程を修了。パデュー大学への留学経験もある。
郵政省時代
1976年に郵政省入省。「さくら3号」など多くの衛星事業に携わり、省内きっての衛星通信のエキスパートとして知られた。1985年11月からは防衛庁装備局に出向し、通信課において、海上自衛隊の衛星通信の導入を担当した。使用する周波数の決定や衛星本体の性能決定、軌道位置確保のための国際調整、衛星打ち上げ後の管理体制など、郵政省の支援と協力なくしては成り立たない問題を次々と処理していった。また潜水艦用の超長波（VLF）送信所整備にも貢献したこともあって、1987年7月に郵政省に復帰する際には、海上幕僚長が自ら感謝・慰労の言葉を述べて、記念品としてカフスセットを贈呈した。このように内局部員が海幕長から慰労されることは前にも後にもないことであった。
1991年に電気通信局電気通信事業部データ通信課調査官、1992年に同電波部移動通信課デジタル移動通信推進室長、1993年に同監視監理課長、1994年に同電波利用企画課長。
1996年に通信政策局宇宙通信政策課長、1998年に電気通信局電波部計画課長、2001年に総合通信基盤局電波部電波政策課長を歴任。その後、北海道総合通信局長と近畿総合通信局長を経て、2005年に技術総括審議官に就任。
退官後は通信関連の財団法人に勤務した。

## 受賞・栄典
- 2021年：令和3年秋の叙勲で瑞宝中綬章を受章[5]。